# 羅憲章
羅憲章（？—？），中國清朝官員，雲南白鹽井人。

## 履歷
羅憲章為道光二十四年（1844年）甲辰科三甲進士。即用知縣。咸豐五年十月初一日（1855年11月10日）出任臺灣府鳳山縣知縣，咸豐九年三月十五日（1859年4月17日）卸任。咸豐十年三月二十四日（1860年4月14日）再任，同治元年八月初一日（1862年8月25日）卸任。同治二年八月初一日（1863年9月13日）再次回任，同年十一月初一（1863年12月11日）卸任。

## 遺跡
羅憲章任內曾刻立「重修城隍祠碑記」，現存高雄縣鳳山鎮城隍廟。